# Tetjana Hladyr
Tetjana Hladyr (ukrainisch Тетяна Гладирь, engl. Transkription Tetyana Hladyr; * 17. April 1975) ist eine ukrainische Langstreckenläuferin.
2002 wurde sie Zweite beim Wachau-Marathon in 2:34:40 und gewann den Altötting-Halbmarathon in 1:12:09.
2006 kam der große Durchbruch, als sie beim Rom-Marathon in 2:25:44 siegte. Damit stellte sie nicht nur einen Streckenrekord auf, sondern brach auch den 17 Jahre alten ukrainischen Rekord von Tatjana Polowinskaja. Beim New-York-City-Marathon wurde sie dann Zweite hinter Jeļena Prokopčuka in 2:26:05.
Sie ist mit Oleksandr Kusyn verheiratet, der 2007 beim Linz-Marathon mit 2:07:33 die bislang schnellste Zeit auf österreichischem Boden lief.